# Георг Пруски
Фридрих Вилхелм Георг Ернст Пруски (на немски: Friedrich Wilhelm Georg Ernst Prinz von Preußen; * 12 февруари 1826 в дворец Йегерхоф при Дюселдорф; † 2 май 1902 в Берлин) от род Хоенцолерн е принц на Прусия, пруски генерал на кавалерията и писател.
Той е малкият син на принц Фридрих Пруски (1794 – 1863) и съпругата му принцеса Вилхелмина Луиза фон Анхалт-Бернбург (1799 – 1882), дъщеря на княз и херцог Алексиус Фридрих Кристиан фон Анхалт-Бернбург и първата му съпруга принцеса Мария Фридерика фон Хесен-Касел. Брат е на Александер Пруски (1820 – 1896).
Георг Пруски влиза на 12 февруари 1836 г. като лейтенант в пруската войска. През 1861 г. той е шеф на регимент „1. Pommerschen Ulanenregiments Nr. 4“ и 1866 г. е генерал на кавалерията.
През 1843 г. той започва да следва в Бон и по-късно в през 1850-те в Берлин. През 1872 г. той издава анонимно своята автобиография „Vergilbte Blätter“, без да издава своята частна сфера.
Своята голяма частна библиотека с ок. 6000 титли той завещава на университетската библиотека Бон.
Той умира на 2 май 1902 г. в Берлин на 76 години. Погребан е на 9 май 1902 г. в дворцовата капела в Рейнщайн. Замъкът Рейнщайн той наследява заедно с брат му Александер през 1863 г.

## Произведения
С псевдонимите Георг Конрад и Гюнтер фон Фрайберг той издава поезия и театрални парчета:
- Elfrida von Monte Salerno (драма) 1874
- Cleopatra (трагедия) 1877
- Phädra (трагедия) 1877
- Elektra (пиеси) 1877
- Revenue de tout 1877
- Rudél et Mélisande (трагедия) 1877
- Don Sylvio (трагедия) 1877
- Der Alexanderzug (фантазия трагедия) 1877
- Der Talisman (трагедия) 1877
- Alexandros (трагедия) 1877
- Umsonst oder Christine, König von Schweden (трагедия) 1877
- Arion (трагедия) 1877
- Wo liegt das Glück? (комедия) 1877
- Bianca Capello 1877
- Yolanthe (трагедия) 1877
- Lurley (трагедия) 1877
- Adonia 1877
- Medea (трагедия) 1877
- Suleiman 1877
- Ferrara (трагедия) 1878
- Mademoiselle Esther (драма) 1883
- Catharina von Medici (историческа драма) 1884
- Sappho (драма) 1887
- Conradin (трагедия) 1887
- Praxedis (драма) 1896
- Raphael Sanzio (драма) 1896